# (38801) 2000 RS55
2000 RS55 (asteroide 38801) é um asteroide da cintura principal. Possui uma excentricidade de 0.15468820 e uma inclinação de 9.22783º.
Este asteroide foi descoberto no dia 4 de setembro de 2000 por LINEAR em Socorro.